# Peperomia stroemfeltii
Peperomia stroemfeltii är en pepparväxtart som beskrevs av Gustav Adolf Hugo Dahlstedt. Peperomia stroemfeltii ingår i släktet peperomior, och familjen pepparväxter. Inga underarter finns listade i Catalogue of Life.